# 솔른체보역
솔른체보역(러시아어: Солнцево)은 모스크바 지하철 칼리닌스코 솔른쳅스카야 선의 역이다. 2018년 8월 30일에 개장했다. 이 역은 모스크바의 솔른체보 구역에 위치한다.

## 역명
솔른체보라는 이름은 다차 공동체가 그 사이트에 건설된 1938년까지 거슬러 올라간다. 솔른체보 구역은 1984년 모스크바 시로 흡수된 지역이다.

## 구조
솔른체보 역은 두 개의 지하 통로가 있다. 남서쪽 대합실은 북동쪽의 보그다노이 거리와 북동쪽의 아비아토르 스트리트로 갈 수 있다. 보그다노이 거리와 세르히예프 교회 근처로 향하는 계단은 지상부가 폐쇄되어 있고, 엘리베이터로 연결된다. 역사의 지상부는 자연 햇빛에 노출되는 금속을 관통하는 이중 지붕의 헛간 모양의 형태이다. 지붕과 벽에 구멍을 막기 위해 아크릴 유리가 설치되어 있다.

## 같이 보기
- (러시아어) mosmetro.ru
- (러시아어) rosmetrostroy.ru